# Вансберо (Кентаки)
Вансберо (енгл. Vanceburg) град је у америчкој савезној држави Кентаки.

## Демографија
По попису из 2010. године број становника је 1.518, што је 213 (-12,3%) становника мање него 2000. године.
| Група             | 2000.         | 2010.         |
| Белци             | 1.700 (98,2%) | 1.484 (97,8%) |
| Афроамериканци    | 11 (0,6%)     | 5 (0,3%)      |
| Азијати           | 1 (0,1%)      | 0 (0,0%)      |
| Хиспаноамериканци | 3 (0,2%)      | 8 (0,5%)      |
| Укупно            | 1.731         | 1.518         |